# Alessandra Lacorazza
Alessandra Lacorazza est une réalisatrice, scénariste et monteuse américaine d'origine colombienne.

## Biographie
Alessandra Lacorazza est basée à Brooklyn (New York).

## Filmographie partielle

### Réalisation

#### Au cinéma
- 2017 : Til the Crying Fades (vidéo, également monteuse)
- 2019 :  Mami (court métrage, également scénariste et monteuse)
- 2024 : In the Summers (également scénariste)